# Batalha do Hális
A Batalha do Hális, também chamada de Batalha do Eclipse, foi a última de uma série de batalhas entre medos e lídios (590-585 a.C.), que terminou com um acordo de paz estabelecido entre os dois povos. O local exato e data em que a batalha ocorreu são desconhecidos, mas frequentemente assume-se que foi em 28 de maio de 585 a.C.

## Batalha
O avanço de sua fronteira ocidental até a Anatólia, colocou os medos em contato com um novo poder político — a Lídia, a potência dominante na Ásia Menor. Segundo o relato de Heródoto, um grupo de citas se revoltaram contra o rei medo Ciaxares e fugiram para a Lídia. O rei medo enviou uma embaixada à corte de Sardes para exigir a extradição dos citas que fugiram da Média, mas o rei lídio, Alíates, recusou-se a atender seu pedido e, como resultado, Ciaxares marchou contra a Lídia com um enorme exército, levando a uma guerra. Heródoto afirma que Ciaxares encontrou uma forte resistência, nos cinco anos de guerra que se sucederam vários combates foram travados em que às vezes os medos derrotavam seus adversários e , outras vezes, os lídios obtiveram vitórias decisivas sobre os medos. A guerra de cinco anos pode até se assemelhar às ações medas contra os assírios entre 615 e 610 a.C. — incursões intermitentes, deixando um legado de alarme sobre os inimigos que aparecem através de uma fronteira oriental. Na verdade, o tipo de horror que os medos causaram é aludido em Isaías 13:17-18 em que os medos são descritos como um povo que não se importam com ouro e prata e massacram rapazes, crianças e bebês sem piedade pode ser uma evidência positiva a favor de tal cenário.
No sexto ano de guerra uma circunstância notável a levou ao fim da guerra. Heródoto descreve assim, o evento:
| “ | No sexto ano da guerra, travou-se uma batalha e, quando a luta tinha começado, de repente, o dia se transformou em noite. (…) Os lídios e os medos, quando viram que a noite substituíra o dia, cessaram sua luta, ansiosos de que a paz se estabelecesse entre eles. - Heródoto (1.74) | ” |

Em face do fenômeno, ambos os lados decidiram concluir um tratado de paz, mediado pelos reis Labineto da Babilônia (possivelmente Nabucodonosor II) e Sienésis I da Cilícia. Os dois reinos aceitaram que o rio Hális seria a fronteira entre eles e uma vez que nada é dito sobre os citas, presume-se que Alíates os reteve. A aliança foi selada com o casamento entre Arienis, filha de Alíates, e Astíages, filho de Ciaxares.

## Avaliação histórica
Lutas encerradas por um tratado, circunstancialmente atribuídas à mediação babilônica e cilícia, é um cenário plausível. Embora não acreditem na existência de uma estrutura imperial meda burocrática, Heleen Sancisi-Weerdenburg e Robert Rollinger creditam uma guerra com a Lídia. Se consideramos a descrição do evento por Heródoto como um eclipse solar, então com base em cálculos astronômicos modernos, ele pode ser identificado com o eclipse solar de 28 de maio de 585 a.C., resultando, portanto, na exata data da batalha. Para a localização da batalha, alguns estudiosos assumem o rio Hális (moderno rio Quizil-Irmarque), pois estava localizado na região de fronteira entre os dois reinos. Heródoto notavelmente não menciona o local em que a batalha ocorreu. Alden A. Mosshammer observou que Heródoto parece apresentar duas versões diferentes dessa batalha decisiva, uma das quais ele descreve como a "batalha em que o dia subitamente se transformou em noite" e a outra como a "batalha à noite" (I, 74). Mosshammer também observa que o termo "batalha à noite" não se encaixa muito bem em um eclipse solar. A expressão de Heródoto "o dia repentinamente virou noite" é um tanto vaga, gerando dúvidas se ela realmente se refere a um eclipse. A identificação frequentemente aceita do "eclipse" como aquele de 28 de maio de 585 a.C. tem sido questionada, pois ocorreu apenas uma hora antes do pôr do sol. Há também um consenso geral de que era improvável para um grego como Tales prever tal fenômeno. Em resumo, Heródoto apresenta uma mistura de elementos mitológicos, deixando apenas uma possível tradição histórica sobre uma batalha noturna entre medos e lídios em algum lugar desconhecido no leste. A batalha também pode ter sido travada em 30 de setembro de 610 a.C.